# Csizmadia Gabriella (bábművész)
Csizmadia Gabriella névvariáns: Csizmadia Gabi (Nagykanizsa, 1964. október 4. –) magyar bábművész, színésznő.

## Életpályája
Nagykanizsán született, 1964. október 4-én. 1986-ban végezte el a Bábstúdiót. 1984-től játszik a pécsi Bóbita Bábszínházban. 2010-es évek elején a pécsi bábszínházban Illés Ilonával közösen létrehozták a Tipegő-Topogó Pöttömszínházat, amelynek előadásai 3 éves kor alatti gyermekeknek szólnak.

## Színházi szerepeiből
- Csukás István: Ágacska... Ágacska
- Kocsis Rozi: A jóságos óriás... szereplő
- Kesztyűs etűdök... szereplő
- Icurka-picurka... szereplő
- Tipegő-topogó... szereplő
- Szivárványhinta... szereplő
- A malacon vett királylány, – A só... bábos
- Mese Szaltán cárról... bábos
- Mosó Masa Mosodája... bábos
- Hamupipőke... bábos
- Abrakadabra – A Fekete Cilinder és a szivárványszínű labda... bábos
- Szélhajtyikóré, huss! – A herceg és a boszorkalány... bábos
- Diótörő... bábos